# Sol (měna)
Sol (množné číslo soles) je zákonné platidlo jihoamerického státu Peru. Jeho ISO 4217 kód je PEN. Dílčí jednotka (1/100) se nazývá céntimo. Mezi roky 1991 a 2015 nesla měna název „Nuevo Sol“ (nový sol).
Do oběhu byl uveden 1. července 1991, kdy nahradil doposud používanou měnu Inti, která byla ve velké inflaci. Směnný kurs těchto měn byl 1 Nuevo Sol = 1 000 000 Inti. V prosinci 2015 bylo z názvu odstraněno slovo „nuevo“.

## Mince a bankovky
- Mince jsou raženy v hodnotách 1, 5, 10, 20 a 50 céntimos, dále 1, 2 a 5 soles.
- Peruánské bankovky existují v pěti hodnotách: 10, 20, 50, 100 a 200 soles. Všechny bankovky mají shodný rozměr 140×65 mm.

Osobnosti peruánské historie vyobrazené na bankovkách:
- José Abelardo Quiñones Gonzáles – 10 soles
- Raúl Porras Barrenechea – 20 soles
- Abraham Valdelomar Pinto – 50 soles
- Jorge Basadre Grohmann – 100 soles
- Santa Rosa de Lima – 200 soles